# Equeefa natalia
Equeefa natalia är en insektsart som beskrevs av Naudé 1929. Equeefa natalia ingår i släktet Equeefa och familjen dvärgstritar. Inga underarter finns listade i Catalogue of Life.